# Neuroleon pallidus
Neuroleon pallidus är en insektsart som först beskrevs av Banks 1939.  Neuroleon pallidus ingår i släktet Neuroleon och familjen myrlejonsländor. Inga underarter finns listade i Catalogue of Life.